# Zeuxokoma alphei
Zeuxokoma alphei là một loài chân đều trong họ Cryptoniscidae. Loài này được Kossmann miêu tả khoa học năm 1872.